# Altura (música)

Em música, altura é um aspecto sonoro que refere-se à forma como o ouvido humano percebe a frequência fundamental dos sons (tom), onde as baixas frequências são percebidas como "sons graves" (tom grave ou baixo) e as mais altas como "sons agudos" (tom agudo ou alto).

## Percepção da altura
Como em vários outros aspectos da música, o dó agudo das alturas é relativa. Isso significa que a maioria das pessoas percebe as alturas em relação a outras notas em uma melodia ou um acorde. Algumas pessoas têm a capacidade de perceber cada frequência de modo absoluto. Diz-se que estas pessoas têm ouvido absoluto. Isto, em si, já é prova bastante para a explicação científica que seres humanos são capazes de ouvir um mesmo som, diferentemente; ou seja, os nossos ouvidos não escutam sons da mesma maneira. O que uma pessoa percebe num som produzido, outra pessoa percebe diferentes detalhes (i.e. as qualidades harmônicas e inarmônicas do som) no mesmo som produzido — mesmo se as duas pessoas tiverem audição absoluta, ou relativa.
A mínima frequência que o ouvido humano pode perceber está em torno de 20 Hz e a máxima, por volta de 20 000 Hz. Normalmente se utiliza cerca de oito ou nove oitavas na composição musical padrão. Se tomarmos a afinação padrão adotada atualmente em que o lá da quarta oitava, (também chamado de lá de diapasão) tem 440 Hz, a zerésima oitava se inicia em uma frequência de aproximadamente 16,352 Hz (Dó). As notas mais agudas normalmente usadas situam-se na escala 7 ou 8 e suas frequências não ultrapassam os 5 000 Hz. Frequências tão graves como as da zerésima escala ou tão agudas como as da oitava escala não são utilizadas normalmente na composição musical, pois sua execução correta por instrumentos musicais comuns é difícil e porque situam-se nas zonas em que a percepção sonora é menos sensível. Embora frequências muito baixas não possam ser ouvidas suas vibrações podem ser sentidas pelas cavidades do corpo. Alguns compositores de música eletroacústica se aproveitam deste fato e utilizam sintetizadores, computadores ou outros instrumentos eletrônicos para obter sons extremamente graves.
A percepção de alturas está intimamente ligada aos conceitos de melodia, harmonia e afinação. O som pode ser grave, médio e agudo.

## Escalas musicais e intervalos
Embora a altura esteja intimamente relacionada com a frequência, é mais comum, em música, que se utilizem os nomes das notas. e os nomes das notas são definidos de acordo com sua disposição dentro de uma escala musical. Existem muitas escalas possíveis, desde a escala pentatônica chinesa até as escalas microtonais indianas (ragas). Na música ocidental costuma-se utilizar uma escala de sete notas, a escala diatônica que pode estar em modo maior ou menor. Na escala de dó maior, por exemplo, as notas, correspondentes às alturas são: dó, ré, mi, fá, sol, lá e si, após o que os nomes se repetem.
A distância entre duas alturas percebidas é chamada de intervalo. A distância entre a nota dó e a próxima nota dó é chamada de intervalo de oitava (por ser a oitava nota a partir do primeiro dó). A percepção dos intervalos pelo ouvido humano é logarítmica. Isso significa que uma progressão exponencial de frequências é percebida pelo ouvido como uma progressão linear de intervalos.
Vejamos um exemplo: a nota lá acima do dó central do piano (normalmente chamada A4) tem frequência de 440 Hz. A nota lá uma oitava abaixo (A3) tem exatamente a metade da frequência (220 Hz). A nota lá uma oitava acima (A5) tem o dobro da frequência da primeira (880 Hz). Embora a diferença de frequências entre A3 e A4 (220 Hz) seja a metade da diferença entre A4 e A5 (440 Hz), os intervalos são percebidos como sendo iguais.